# 2012년 12월
| 2012년: 1월 · 2월 · 3월 · 4월 · 5월 · 6월 · 7월 · 8월 · 9월 · 10월 · 11월 · 12월 |

| <          | 2012년 12월 | 2012년 12월 | 2012년 12월 | 2012년 12월  | 2012년 12월 | >            |
| 일         | 월          | 화          | 수          | 목           | 금          | 토           |
|            |             |             |             |              |             | 1 10.18 병신 |
| 2 19 정유  | 3 20 무술   | 4 21 기해   | 5 22 경자   | 6 23 신축    | 7 24 임인   | 8 25 계묘    |
| 9 26 갑진  | 10 27 을사  | 11 28 병오  | 12 29 정미  | 13 11.1 무신 | 14 2 기유   | 15 3 경술    |
| 16 4 신해  | 17 5 임자   | 18 6 계축   | 19 7 갑인   | 20 8 을묘    | 21 9 병진   | 22 10 정사   |
| 23 11 무오 | 24 12 기미  | 25 13 경신  | 26 14 신유  | 27 15 임술   | 28 16 계해  | 29 17 갑자   |
| 30 18 을축 | 31 19 병인  |             |             |              |             |              |

| - 12월 5일 - 데이브 브루벡 - 12월 21일 - 이두환 - 12월 30일 - 황수관 - 12월 16일 - 제46회 일본 중의원 의원 총선거 - 12월 19일 - 대한민국 제18대 대통령 선거 편집하기 |

## 2012년12월 31일(월요일)
방송
- 포털 사이트 중 하나인 야후! 코리아가 대한민국에서 서비스를 종료하다.
- 대한민국 지상파 아날로그 TV방송이 완전히 막을 내리고 디지털 TV방송으로 전환하다.

## 2012년12월 29일(토요일)
국제
- 이집트에서 국민투표를 통과한 새 헌법이 정식으로 승인을 받다.

## 2012년12월 26일(수요일)
국제
- 아베 신조가 일본의 96대 총리로 취임하다.

교통
- 중화인민공화국에서 베이징과 광저우를 잇는 세계에서 가장 긴 고속철도 노선인 징광고속철도의 모든 구간이 개통되다.

## 2012년12월 22일(토요일)
문화
- 싸이의 <강남스타일> 뮤직 비디오가 유튜브에서 조회수 10억을 돌파하다.

## 2012년12월 19일(수요일)
정치
- 대한민국에서 제18대 대통령 선거가 치러져 박근혜 새누리당 후보가 당선되다.

## 2012년12월 16일(일요일)
국제
- 일본에서 총선이 실시되어 자유민주당이 전체 중의원 480석 중 291석을 차지하다.

정치
- 제18대 대통령 선거를 앞두고 박근혜, 문재인 2명의 후보가 참석하여 사회, 교육, 과학, 문화, 여성 분야에 대해 마지막 TV 토론이 열리다.
- 이정희 통합진보당 대통령 후보가 사퇴하다.

## 2012년12월 14일(금요일)
사고
- 미국 코네티컷주 샌디훅에서 총기 난사 사건이 발생하다.

## 2012년12월 13일(목요일)
경제
- 한국은행 금융통화위원회가 기준금리를 2.75%로 동결하다.

## 2012년12월 12일(수요일)
국제
- 조선민주주의인민공화국이 오전 9시 51분 평안북도 동창리 발사장에서 발사한 장거리 로켓 은하 3호가 정상 궤도 진입에 성공하다.

## 2012년12월 10일(월요일)
정치
- 제18대 대통령 선거를 앞두고 박근혜, 문재인, 이정희 3명의 후보가 참석하여 경제, 복지, 노동, 환경 분야에 대해 두 번째 TV 토론이 열리다.

IT
- 모토로라가 내년 2월 28일부로 한국에서 휴대폰 사업을 철수한다고 발표하다.

## 2012년12월 7일(금요일)
재난/재해
- 일본 도호쿠 지방 앞바다에서 규모 7.3의 지진이 발생하다.

## 2012년12월 5일(수요일)
문화
- 7차 유네스코 무형유산보호정부간위원회에서 대한민국의 아리랑이 무형유산대표 목록으로 등재가 최종 확정되다.

## 2012년12월 4일(화요일)
정치
- 제18대 대통령 선거를 앞두고 박근혜, 문재인, 이정희 3명의 후보가 참석하여 정치, 외교, 통일, 안보 분야에 대해 첫 번째 TV 토론이 열리다.

국제
- 태풍 ‘보파’가 필리핀을 강타하여 300명 이상의 사망자와 1천 명 이상의 부상자가 발생하다.

## 2012년12월 2일(일요일)
국제
- 일본 야마나시현의 사사고 터널에서 천장 붕괴 사고가 발생하여 9명이 사망하다.

## 2012년12월 1일(토요일)
사회
- 분당선, 기흥역~망포역 구간까지 연장 개통되다.